# Yngvar Bryn
Yngvar Bryn (Kristiansand, 17 dicembre 1881 – Oslo, 30 aprile 1947) è stato un velocista e pattinatore artistico su ghiaccio norvegese.

## Carriera sportiva
Partecipò alle Olimpiadi di Parigi 1900 nelle gare di atletica leggera e alle Olimpiadi di Anversa 1920 nelle gare di pattinaggio di figura. Mentre alle Olimpiadi parigine fu eliminato al primo turno in entrambe le gare a cui prese parte, alle Olimpiade di Anversa vinse, assieme a sua moglie Alexia Bryn, la medaglia d'argento nella gara riservata alle coppie nel pattinaggio di figura.
Con sua moglie Alexia, Yngvar Bryn fu anche medaglia d'argento nel pattinaggio di figura ai campionati mondiali di pattinaggio di figura del 1923. Dal 1926 al 1927 fu presidente dell'associazione norvegese di pattinaggio. Tornò per l'ultima volta ai Giochi Olimpici come giudice delle gare di pattinaggio di figura e di pattinaggio di velocità su ghiaccio a Lake Placid 1932.

## Palmarès
| Evento               | 1908 | 1909 | 1910 | 1911 | 1912 | 1913 | 1914 | 1919 | 1920 | 1921 | 1922 | 1923 |
| -------------------- | ---- | ---- | ---- | ---- | ---- | ---- | ---- | ---- | ---- | ---- | ---- | ---- |
| Giochi olimpici      |      |      |      |      |      |      |      |      | 2°   |      |      |      |
| Campionati mondiali  |      |      |      | 5°   | 3°   | 4°   | 5°   |      |      |      | 5°   | 2°   |
| Giochi nordici       |      |      |      |      |      |      |      |      |      | 2°   | 1°   |      |
| Campionati norvegesi | 1°   | 1°   | 1°   | 1°   | 1°   | 1°   |      | 1°   | 1°   | 1°   | 1°   |      |